# لینار پریمگی
لینار پریمَگی (استونیایی: Linnar Priimägi؛ زادهٔ ۲۹ مارس ۱۹۵۴) استاد دانشگاه، تاریخ‌نگار، شاعر، روزنامه‌نگار و بازیگر اهل استونی است.